# Tansy
Tansy er en britisk stumfilm fra 1921 af Cecil Hepworth.

## Medvirkende
- Alma Taylor som Tansy Firle
- Rolf Leslie som George Firle
- Gerald Ames som Clem Fordough
- James Carew som Joad Wilverley
- Hugh Clifton som Will Wilverley
- Teddy Royce som Mark Wilverley
- George Dewhurst som George Baston